# Epichnopterix predotae
Epichnopterix predotae är en fjärilsart som beskrevs av Leo Sieder 1949. Epichnopterix predotae ingår i släktet Epichnopterix och familjen säckspinnare. Inga underarter finns listade i Catalogue of Life.